# Offshore-Windpark Global Tech I

Lage von Global Tech I innerhalb der Windparks in der Deutschen Bucht

Global Tech I ist der Name eines Offshore-Windparks in der deutschen Ausschließlichen Wirtschaftszone in der südlichen Nordsee, der im Jahr 2015 in Betrieb ging.

## Lage
Der Windpark befindet sich ca. 93 Kilometer nordwestlich der Insel Juist auf einer Fläche von 41 km² bei Wassertiefen von 39 bis 41 Metern. Er war zum Zeitpunkt der Inbetriebnahme der am weitesten von der Küste entfernte Offshore-Windpark.

## Geschichte
Global Tech I wurde vom Geologen Hans-Jürgen Kothe bis zur Genehmigung durch das Bundesamt für Seeschifffahrt und Hydrographie (BSH) geplant. Die weitere Entwicklung bis zur Inbetriebnahme übernahm Windreich. Der Offshore-Windpark umfasst 80 Windenergieanlagen für ein jährliches Regelarbeitsvermögen von 1400 GWh. Der Windpark wurde am 2. September 2015 offiziell in Betrieb genommen.
Die erste Projektphase umfasste die Errichtung und den Betrieb von 80 Windenergieanlagen des Typs Areva Multibrid M5000 mit einer Leistung von 5 MW und einer Gesamt-Nennleistung von 400 MW. Das Investitionsvolumen dieser Phase betrug 1,8 Milliarden Euro.
Die Projektierung des Offshore-Windenergie-Parks erfolgte durch die Nordsee Windpower GmbH & Co. KG, weitergeführt wurde sie durch die Projektgesellschaft Wetfeet Offshore Windenergy GmbH. Die Betreiberin ist die Global Tech I Offshore Wind GmbH mit Sitz in Hamburg. Die Projektgesellschaft für den möglichen Offshore-Windpark Global Tech II hat 2016 Vattenfall erworben.
Die Europäische Kommission förderte das Vorhaben im Rahmen des European Energy Programme for Recovery (EEPR) mit 58,55 Mio. Euro.
Beteiligungsstruktur von Global Tech I (Stand: 31. Juli 2013):
| Anteil | Anteilseigner                       |
| ------ | ----------------------------------- |
| 24,9 % | Stadtwerke München                  |
| 24,9 % | Entega                              |
| 24,1 % | Axpo International                  |
| 10 %   | Esportes Offshore Beteiligungs GmbH |
| 0,05 % | Norderland Projekt GmbH             |
| 0,05 % | Windreich                           |
| 5 %    | FC Wind 1 GmbH                      |
| 5 %    | FC Wind 2 GmbH                      |
| 2 %    | GTU I GmbH                          |
| 4 %    | GTU II GmbH                         |

## Realisierung
Auf Antrag der Nordsee Windpower (Westerholt) vom 2. Juli 2001 wurden die Errichtung und der Betrieb von 80 Windenergieanlagen am 24. Mai 2006 vom BSH nach der Seeanlagenverordnung genehmigt. Die Projektgesellschaft Global Tech I Offshore Wind GmbH beauftragte als Bauherr die zur Hochtief-Gruppe gehörende Hochtief Construction AG mit der Errichtung der 80 Windenergieanlagen. Dieser 175 Mio. Euro umfassende Auftrag wurde ab dem 2. Halbjahr 2012 realisiert, mit dem ursprünglichen Plan einer Inbetriebnahme Ende 2013.
Zur Absicherung der Bauarbeiten wurde im Juli 2012 eine 500-m-Sicherheitszone um das Gebiet des Windpark-Baufeldes eingerichtet.
Die schwimmfähige Umspannstation wurde Anfang Mai 2013 aus Rotterdam zum Baufeld geholt, wo sie als Wohn- und Umspann-Plattform auf den Fundamenten installiert wurde.

### Anlagenmontage

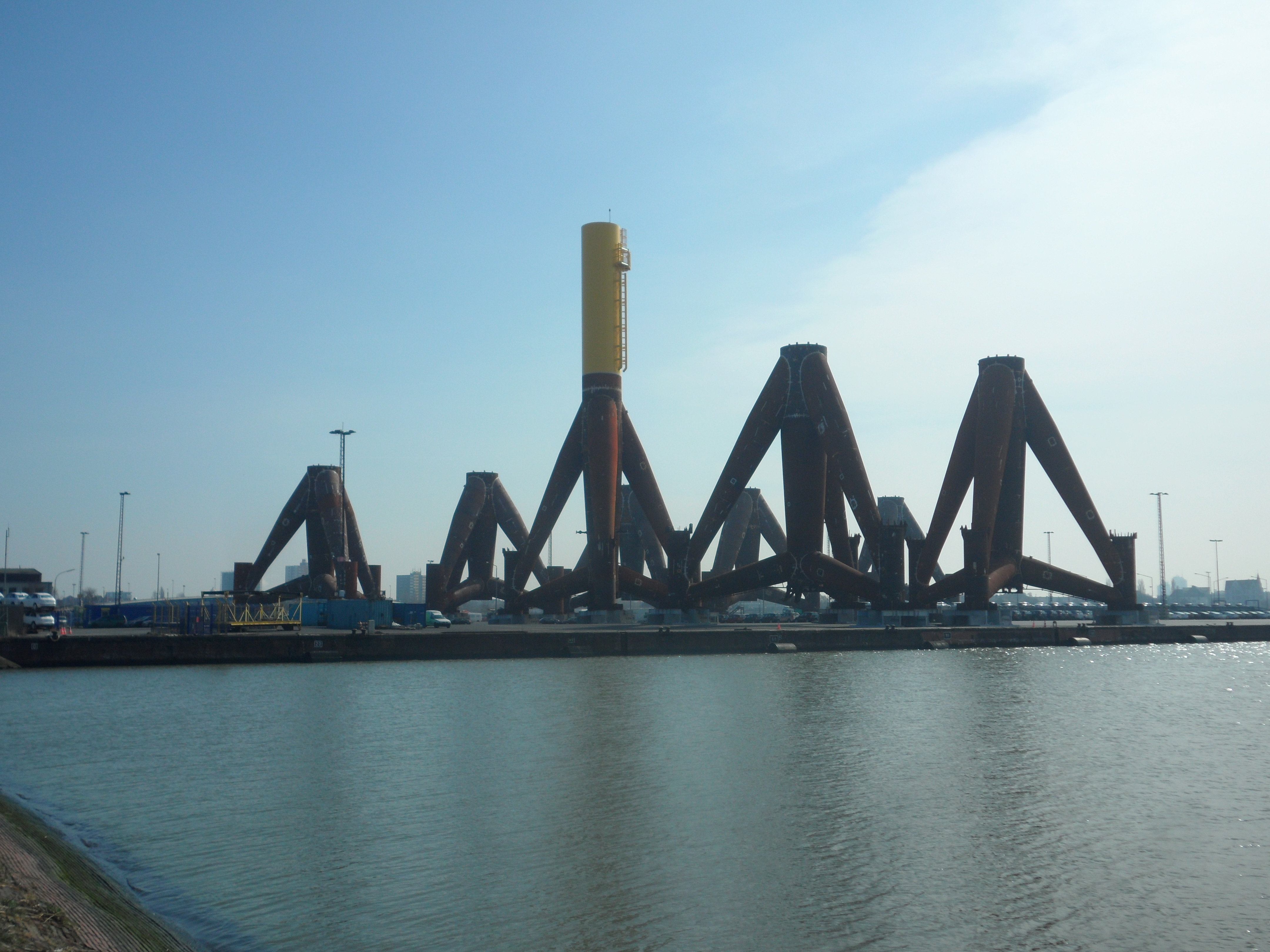
Tripods in Bremerhaven

Der Auftrag zur Fertigung der 80 WEA-Fundamente wurde im März 2011 in zwei Losen vergeben. Bis zum Herbst 2012 wurden die ersten 40 dreibeinigen Stahl-Gründungsstrukturen (sogenannte Tripods) von der ARGE Tripod Global Tech 1 (einem Konsortium aus WeserWind GmbH und dem Erndtebrücker Eisenwerk) sowie der SIAG Nordseewerke gefertigt und mit ihrem Aufbau begonnen. Da die SIAG Nordseewerke aufgrund ihrer Insolvenz nicht in der Lage waren, den Auftrag vollständig auszuführen, wurde die Herstellung der restlichen Tripods an ein weiteres Konsortium vergeben. Mit einer Höhe von rund 60 Metern bei einer Wassertiefe von rund 40 Metern und einem Gewicht von fast 850 Tonnen auf der Grundfläche von 30 Metern mal 30 Metern bildet solch ein Tripod ein standfestes Fundament für jeweils eine Windenergieanlage.
Ab September 2012 holte das Errichterschiff „Innovation“ nach und nach die vorgefertigten WEA-Fundamente (Tripods) aus Bremerhaven und errichtete sie am vorgesehenen Platz im Baufeld. Bis September 2013 waren 44 der 80 Tripods gesetzt, ab Anfang 2013 wurden sie verkabelt.
Die Turm- und Gondel-Installation erfolgte ab September 2013 zunächst mit dem Errichterschiff „Thor“. Ab Dezember 2013 wurde das Kranhubschiff „Brave Tern“ von Fred. Olsen Windcarrier zur Unterstützung eingesetzt, ab März 2014 auch das Kranhubschiff „Bold Tern“. Bis Mitte März waren auf 15 Türmen die Gondeln montiert, Mitte Juni 2014 waren es über 60 Türme und Gondeln sowie über dreißig Rotorsterne. Ende August wurde die letzte Anlage installiert.

### Netzanbindung

#### Innerpark-Verkabelung
Der Auftrag für die Lieferung und Verlegung der Kabel zur internen Verkabelung der einzelnen Windenergieanlagen innerhalb des Windparks zur Umspannplattform wurde an ein Konsortium aus Norddeutsche Seekabelwerke GmbH und Global Marine Systems Ltd vergeben. Die Verlegearbeiten der 120 km Seekabel sollte im zweiten Halbjahr 2012 beginnen. Ende Februar 2013 wurde erstmals über die begonnene Verlegung berichtet. Das Einspülen der Mittelspannungskabel in den Meeresboden begann im Frühsommer 2013.

#### Übertragungsnetz
Der Auftrag der für den Netzanschluss zuständigen TenneT TSO zum Bau der Konverter-Plattform „BorWin beta“ zur Unterbringung der Stromrichter für die Hochspannungs-Gleichstrom-Übertragung (BorWin2) der gewonnenen Energie zum Land wurde im Juli 2010 von Siemens Sector Energy an Nordic Yards gegeben. Der Warnemünder Werftbetrieb baute die Plattform, Siemens Energy rüstete sie elektrotechnisch aus. Im Sommer 2012 sollte sie dann an ihren vorgesehenen Standort in die Nordsee geschleppt werden, die Installation der Konverter-Plattform verzögerte sich jedoch um über ein Jahr. Um das Fertigstellungsdatum trotzdem einzuhalten, wurde zunächst die Konverter-Plattform „BorWin alpha“ am OWP BARD Offshore 1 und die schon bestehende BorWin1 genutzt. Das ab November 2012 gelegte Drehstrom-Seekabel vom Baufeld Global Tech 1 zur damals noch nicht errichteten Konverter-Plattform „BorWin beta“ wurde zunächst mit der benachbarten, schon angeschlossenen Konverter-Plattform „BorWin alpha“ verbunden. Aufgrund von Schwierigkeiten mit der Stromabführung bei „BARD Offshore I“ über die BorWin1 gab es wegen der Abschaltung aufgrund der Fehlersuche auch Probleme bei der Stromanbindung von Global Tech I. Ende 2014 wurde der Netzanschluss von Global Tech I auf die HGÜ „BorWin 2“ über die neue Konverterplattform „BorWin beta“ umgestellt. Mit der Übergabe von Siemens an TenneT TSO ging „BorWin 2“ in den kommerziellen Betrieb. Der Bau dauerte somit von September 2010 bis Januar 2015.

#### Kabel
Der Auftrag für die Verlegung der Kabel (120 km Seekabel, 75 km Erdkabel) der HGÜ „BorWin 2“ von der Konverter-Plattform auf See über die Insel Norderney zum Netzanschlusspunkt am Umspannwerk Diele bei Papenburg wurde von Transpower (jetzt: TenneT TSO) im Juni 2010 an ein Konsortium aus Siemens Energy und dem Kabelhersteller Powerlink (jetzt: Prysmian) vergeben. Die Trasse verläuft parallel zur BorWin1. Im Sommer 2010 wurde mit den Bauarbeiten auf Norderney und bei Hilgenriedersiel begonnen. Das Kabel wurde gelegt, durch Verspätung bei der Konverter-Plattform „BorWin beta“ verzögerte sich jedoch die Fertigstellung des Anschlusses, sie war ursprünglich für das Frühjahr 2013 vorgesehen.

#### Neuzuweisung
Aufgrund fehlender Netzanschlusskapazitäten hat sich die Bundesnetzagentur durch Vergleich vor dem Oberlandesgericht Düsseldorf verpflichtet, die Kapazitätszuweisung teilweise neu zu regeln. Nach Fertigstellung des Offshore-HGÜ-Systems BorWin3 wurden die Leitungen von Global Tech I Mitte 2019 mit der Offshore-Plattform BorWin Gamma verbunden. Dort schließt auch der Offshore-Windpark Hohe See an. Die frei gewordene Kapazität an BorWin2 / BorWin beta stand dann dem Offshore-Windpark Albatros zur Verfügung.